# Fredrik Matsson blir kär
Fredrik Matsson blir kär är en svensk barnbok skriven av George Johansson och illustrerad av Anna Bengtsson. Den belönades 1994 med Elsa Beskow-plaketten.